# Cross Air Tower
La Cross Air Tower (クロスエアタワー) est un gratte-ciel construit à Tokyo de 2010 à 2013 dans le district de Meguro-ku. Il mesure 156 mètres de hauteur et abrite des logements et des bureaux.
La surface de plancher de l'immeuble est de 80 112 m2.
L'immeuble a été conçu par la société Taisei Corporation.